# Эндо, Тацуя
Тацуя Эндо (яп. 遠藤 達哉 Эндо: Тацуя, род. 23 июля 1980 года) — японский мангака. Эндо наиболее известен созданием серий манги Tista, Blade of the Moon Princess и «Семья шпиона». Последняя работа публикуется в онлайн-журнале Shonen Jump+ с 2019 года и к моменту выпуска десятого тома достигла рубежа в более чем 28 миллионов физических и цифровых копий в обращении. Другие его работы были опубликованы в различных журналах Jump.

## Биография
С самого детства Эндо стремился стать художником манги. Его семья состояла из одного родителя и брата. Его любимые актёры и актрисы — Брюс Ли, Хироси Абэ, Мег Райан и Одри Тоту. Его любимые мангаки — Акира Торияма, Хироюки Нисимори и Минэтаро Мотидзуки. Его хобби включают катание на лыжах, баскетбол и игры с мячом на основе ракеток.

### Карьера
Эндо работал ассистентом в манга-сериалах Blue Exorcist и «Огненный удар». Его наставниками были художники манги Ясухиро Кано и Ёсиюки Ниси. Как и многие мангаки, Эндо начал свою карьеру с создания ваншотов.
После завершения работы над «Тистой» и «Клинком лунной принцессы» для Jump Square и трёх ваншотов с редактором Сихэем Лином, с которым работал более 10 лет, они начали планировать серию, которая впоследствии будет опубликована в Shōnen Jump+. Эта манга объединила бы то, что, по мнению Лина, было сильными сторонами предыдущих работ Энд. Ей стала «Семья шпиона». Лин утверждал, что отзывы на неё со стороны их редакционного отдела были настолько хорошими, что сериализация была «практически решена» ещё до того, как состоялась официальная встреча по этому поводу. «Семья шпиона» вошла в десятку самых популярных манг на Manga Plus по состоянию на 2019 год, а экранизация стала одним из самых популярных аниме 2022 года.

## Работы

### Манга
| Название | Формат           | Год       | Выпуск             |
| --- | ---------------- | --------- | ------------------ |
| Seibu Yūgi (яп. 西部遊戯 Сэйбу ю:ги, «Западные игры»)                                                                                                   | Ваншот           | 2000      | Jump Next!         |
| Blade of the Moon Princess (яп. 月華美刃 Гэкка бидзин, «Клинок лунной принцессы»)                                                                       | Ваншот           | 2000      | Weekly Shōnen Jump |
| Witch Craze | Ваншот           | 2001      | Weekly Shōnen Jump |
| PMG-0 | Ваншот           | 2004      | Weekly Shōnen Jump |
| Tista | Сериал (2 тома)  | 2007–2008 | Jump SQ            |
| Shihō Yūgi: Endō Tatsuya Tanpenshū (яп. 四方遊戯 遠藤達哉短編集 Сихо: ю:ги - Эндо: Тацуя тампэнсю:, «Игры всех сторон света: Сборник работ Тацуи Эндо») | Танкобон         | 2008      | Shueisha           |
| Blade of the Moon Princess (яп. 月華美刃 Гэкка бидзин, «Клинок лунной принцессы»)                                                                       | Сериал (5 томов) | 2010–2012 | Jump SQ            |
| Rengoku no Ashe (яп. 煉獄のアーシェ Рэнгоку но А:шэ, «Аше с чистилища»)                                                                                 | Ваншот           | 2014      | Jump SQ            |
| Ishi ni Usubeni, Tetsu ni Hoshi (яп. 石に薄紅、鉄に星 Иси ни усубэни, тэцу ни хоси, «Камень к розовому, железо к звезде»)                               | Ваншот           | 2017      | Jump SQ            |
| I Spy | Ваншот           | 2018      | Jump SQ            |
| «Семья шпиона» | Сериал           | 2019      | Shōnen Jump+       |

### Иллюстратор
| Название                                                                                  | Формат | Год  | Издание              |
| ----------------------------------------------------------------------------------------- | ------ | ---- | -------------------- |
| Rooftop Detective-Octane (яп. 屋上探偵 Окутан, «Октан, детектив, который живёт на крыше») | Ваншот | 2006 | Jump the Revolution! |
| Yamamoto-kun's Distress (яп. 山本くんの怪難 北陸魔境勤労記)                               | Книга  | 2011 | Media Factory        |
| Kuroniko the Exile (яп. 流浪刑のクロニコ)                                                 | Книга  | 2013 | Shueisha             |

## Награды
«Семья шпиона»
- 2019 — первое место в категории веб-манги на Next Manga Award[4].
- 2020 — лауреат 4-й премии TSUTAYA Comic Award[5]